# Kabupaten Aceh Barat Daya
Kabupaten Aceh Barat Daya es una de las Regencias o Municipios (kabupaten) localizado en la provincia de Aceh en Indonesia. El gobierno local del kabupaten y la capital se encuentra en la ciudad de Blangpidie. Fue segregado del kabupaten de Aceh Selantan en 2002.
El kabupaten de Aceh Barat Daya comprende una superficie de 2.334,01 km² y ocupa parte del norte de la isla de Sumatra. Se localiza en la costa occidental de la provincia de Aceh. La población se estima en unos 120.422 habitantes.
El kabupaten se divide a su vez en 21 Kecamatan, 580 Kelurahan / Desa.

## Enlaces
- Website de la Provincia de Aceh (en indonesio)

- Datos: Q5775
- Multimedia: Southwest Aceh Regency / Q5775